# Archipel Ritchie
L’archipel Ritchie regroupe des petites îles qui se trouvent à 25–30 km de la Grande Andaman, l'archipel principal des îles Andaman dans l'océan Indien. 
Il se trouve à 200 km au sud du point continental le plus proche, le cap Negrais en Birmanie. Il fait partie du territoire des îles Andaman-et-Nicobar, en Inde.
L'archipel comprend quatre îles principales, 7 îles plus petites et plusieurs îlots, et suit une chaîne nord-sud de 60 km, parallèle à la Grande Andaman. Baratang et Andaman du Sud se trouvent à l'ouest, de l'autre côté du détroit de Diligent. Le volcan de l'île Barren se trouve environ 75 km à l'est.
Lors du recensement indien de 2001, 8 200 personnes habitaient dans les îles de l'archipel, principalement sur les îles Havelock et Neil.